# New Lanark
New Lanark es un pueblo situado a la orilla del río Clyde, a aproximadamente dos kilómetros de Royal Burgh de Lanark, en el South Lanarkshire en Escocia. Fue fundado en 1785 por David Dale (1739-1806), quien hizo construir fábricas de algodón y residencias para los obreros. Dale eligió este lugar para aprovechar la energía hidráulica que ofrecía el río. Bajo la dirección de Dale y después de su yerno filántropo y socialista reformista, Robert Owen (1771-1858), las fábricas prosperaron y New Lanark se convirtió en un ejemplo de socialismo utópico. 
Las fábricas de New Lanark siguieron funcionando hasta 1968. Después de un período de decadencia, se fundó en 1975 el New Lanark Conservación Trust con el fin de impedir la demolición del pueblo. Hoy día, la mayoría de los edificios se han restaurado y el pueblo se ha convertido en una atracción turística importante. Es también uno de los cuatro lugares de Escocia reconocidos como Patrimonio de la Humanidad por la Unesco.

## Historia
Las fábricas de algodón de New Lanark se construyeron en 1786. David Dale era uno de los hombres hechos a sí mismos de Glasgow que poseía una casa de campo en Cambuslang, no lejos de las cascadas del Clyde, pintadas por numerosos artistas como Joseph Mallord William Turner (1775-1851). Se construyó una presa aguas arriba de New Lanark y el agua del río se redirigió para alimentar las máquinas de las fábricas. El agua atravesaba primero un túnel, luego una conducción abierta llamada lade. Hasta 1929 no se sustituyó la última rueda hidráulica por una turbina. Una nueva turbina se instaló después y aún se utiliza para abastecer de electricidad las zonas turísticas del pueblo. 
En 1799, Dale vendió las fábricas a su yerno, Robert Owen, que prosiguió el enfoque filantrópico de su suegro con respecto al trabajo en la fábrica y pasó a ser así un socialista reformista influyente. New Lanark, con sus programas sociales, se convirtió en un símbolo del socialismo utópico (llamado también Owenismo).
New Lanark contaba con alrededor de 2.500 habitantes, la mayoría llegados de residencias públicas acondicionadas para los pobres (o poorhouses) en Glasgow y en Edimburgo. Aunque las condiciones de trabajo de las fábricas no fueran con mucho las más difíciles, Owen no las encontró satisfactorias y decidió mejorar la situación de los trabajadores. Prestó una atención especial a las necesidades de los 500 niños que vivían y trabajan en las fábricas, e hizo abrir en 1816 la primera escuela de Gran Bretaña para niños de corta edad. 
La calidad de las residencias del pueblo fue mejorada progresivamente. A mediados del siglo XIX, una familia entera podía vivir en una única habitación, pero entre este período y principios del siglo XX, las familias pudieron progresivamente disponer de varias habitaciones. No obstante no fue sino a partir de 1933 cuando las residencias se equiparon con fregaderos y grifos de agua fría. Durante este mismo año, los antiguos aseos comunales situados en el exterior fueron sustituidos por aseos en el interior de los edificios de viviendas. 
A partir de 1898, los propietarios del pueblo proporcionaron gratuitamente la electricidad a todas las residencias, lo justo para iluminar una escasa bombilla en cada habitación. La corriente se cortaba a las 22 cada noche, excepto el sábado en que los habitantes se beneficiaban de una hora extraordinaria. En 1955, New Lanark se conectó a la red eléctrica nacional. 
Las fábricas prosperaron en el plano comercial, pero los socios de Owen se quejaban de los gastos suplementarios causados por sus programas sociales. Rechazando una vuelta a los antiguos métodos, Owen readquirió las partes de sus socios. 
New Lanark fue célebre en toda Europa, y numerosos aristócratas, estadistas y reformistas visitaron las fábricas. Se sorprendieron por el descubrimiento de un medio ambiente industrial próspero, sano, disponiendo de una fuerza de trabajo satisfecha y enérgica, todo ello formando un proyecto comercial viable. La filosofía de Owen iba en contra de las corrientes de pensamiento de aquel tiempo, pero llegó a demostrar que no era necesario para una empresa industrial tratar a sus obreros sin consideración para ser lucrativa. Owen pudo presentar a sus visitantes la excelente calidad de las residencias del pueblo y la comodidad aportada, así como las cuentas probando la rentabilidad de las fábricas. 
Además de estar vinculadas a las reformas sociales, estas fábricas simbolizan también la Revolución industrial que tuvo lugar en Gran Bretaña durante los siglos XVIII y XIX y que cambió fundamentalmente la faz del mundo. 

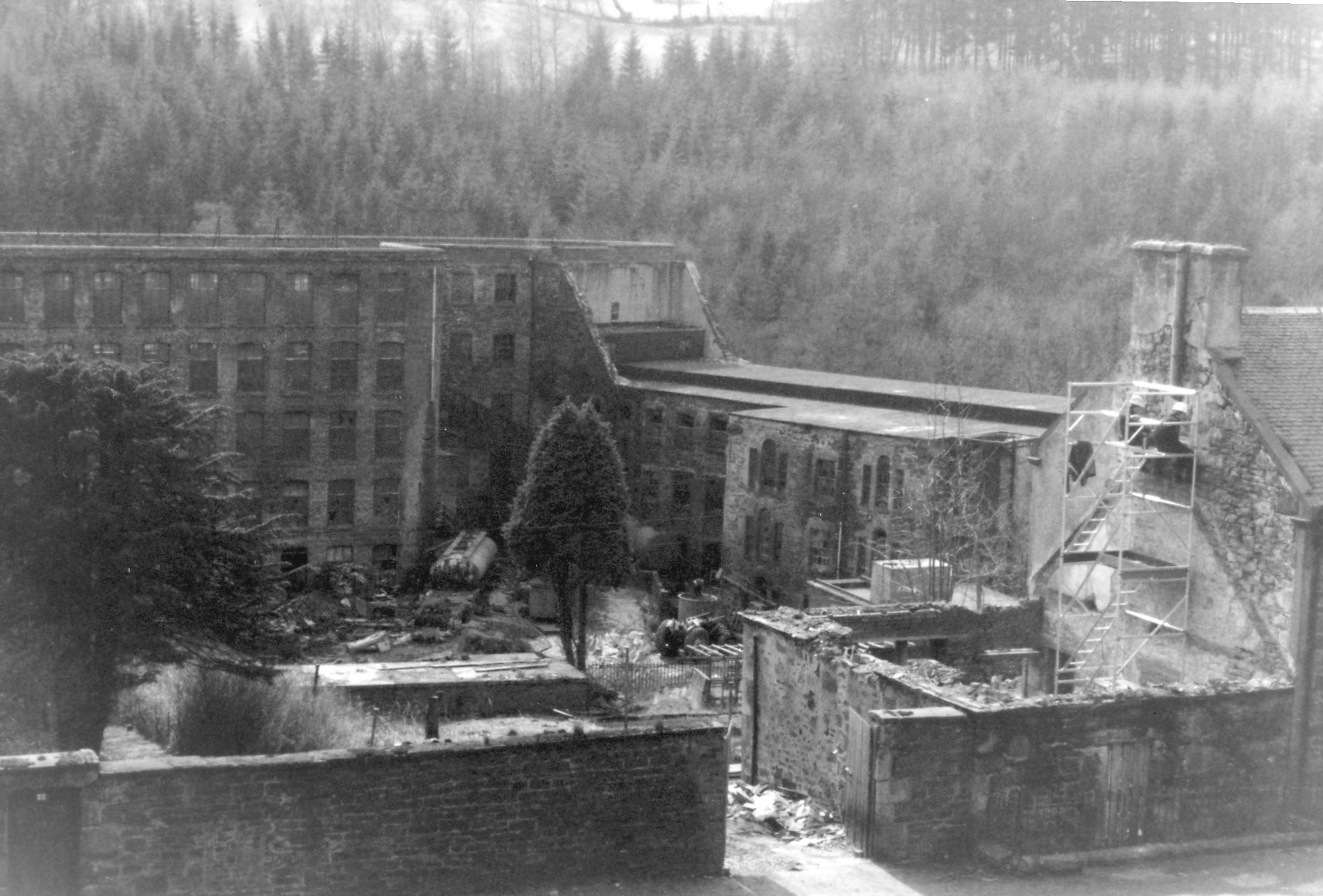
El mal estado de New Lanark en 1983

En 1825, el control de New Lanark pasó a la familia Walker. Los Walker se encargaron de la gestión del pueblo hasta 1881, cuando este se vendió a Birkmyre y Sommerville. Conservaron la propiedad del pueblo, primero ellos mismos luego a través de las empresas que les sucedieron, hasta el cierre de las fábricas en 1968. 
Tras el cierre, los habitantes comenzaron a dejar el pueblo, y los edificios se deterioraron. En 1975, se fundó el New Lanark Conservación Trust con el fin de impedir la demolición del pueblo. Hoy día, la mayoría de los edificios se han restaurado y el pueblo se convirtió en una atracción turística importante.

## Situación actual

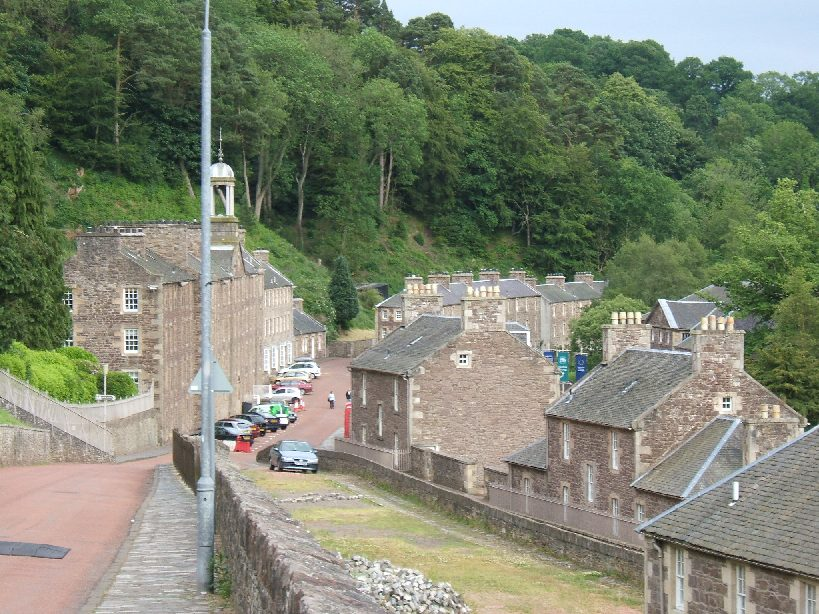
El sitio del pueblo.

Se estima en 400.000 personas el número de visitantes cada año. La importancia de New Lanark fue reconocida por la Unesco, que lo declaró como  uno de los cinco lugares escoceses que pertenecen a patrimonio mundial, siendo los otros cuatro: Edimburgo, el Corazón neolítico de las Orcadas, Saint Kilda y el Muro de Antonino.
Entre las residencias, solo Mantilla Row y Doble Row no se han restaurado. Una parte del trabajo de restauración fue emprendida por la New Lanark Asociación y la New Lanark Conservación Trust. Braxfield Row y la mayor parte de Long Row fueron restauradas por propietarios privados que readquirieron las casas derruidas y las restauraron para hacer residencias privadas. Se calcula a la población actual del pueblo en aproximadamente 200 habitantes. 
Además de las 20 propiedades privadas del pueblo, 45 propiedades pertenecen y son administradas por la New Lanark Asociación, que es una asociación residencial reconocida. Las fábricas, el hotel y la mayoría de los edificios no residenciales pertenecen y son administrados por el New Lanark Conservación Trust.

## Edificios

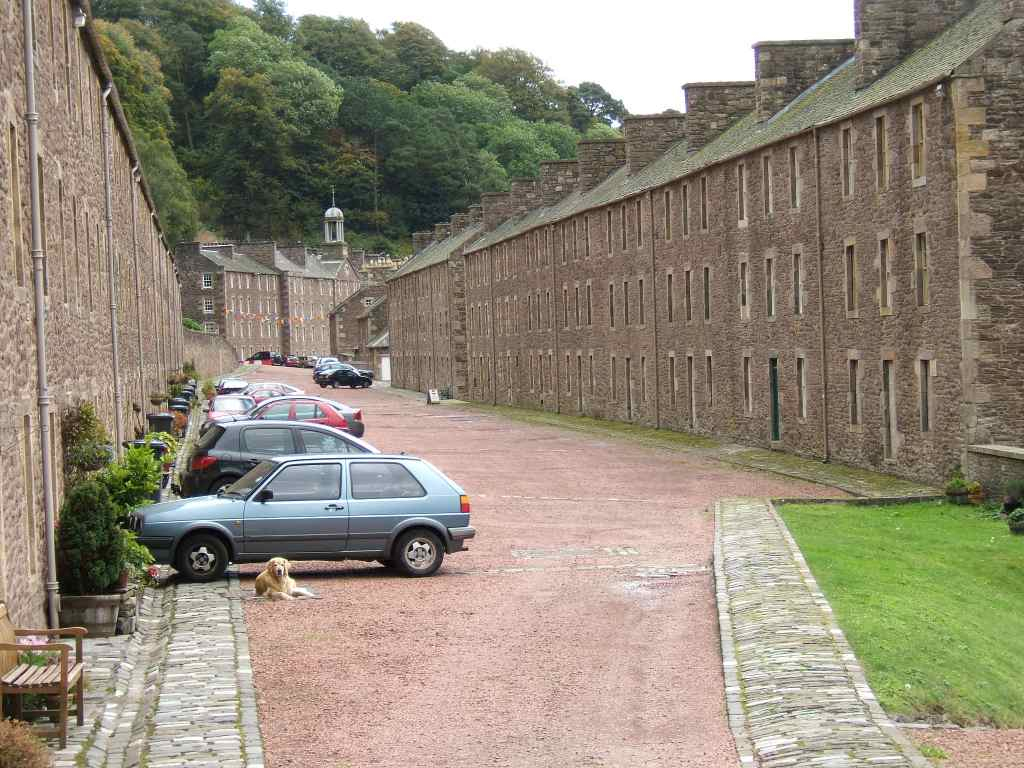
Rosedale Street con el Long Row a la izquierda, el Double Row un poco más a la derecha y el Wee Row en el centro a la derecha.

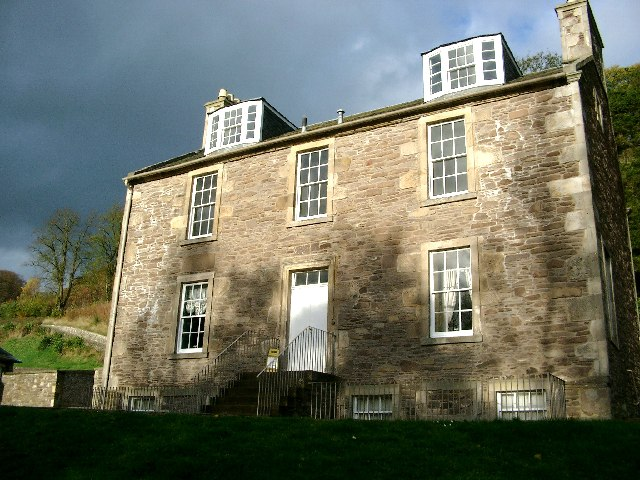
La residencia de Robert Owen.

- Braxfield Row (construido hacia 1790): una hilera de diez casas de las que nueve tienen hasta cuatro pisos y una cinco. Todas estas casas están habitadas por propietarios.
- Largo Row (construido hacia 1790): una hilera de catorce casas, de tres pisos. Diez de ellas están habitados por propietarios, y cuatro por arrendatarios.
- Caithness Row (construida en 1792): una hilera de casas de tres pisos, transformadas en apartamentos de alquiler. Caithness es un district de las Highlands, y el lugar debe su nombre a un grupo de trabajadores venido de las Highlands y reclutado para trabajar en las fábricas.
- Doble Row (construidao hacia 1795): una hilera de cinco casas adosadas de dos en dos ( back-to-back houses), actualmente derruidas.
- Mantilla Row (construida hacia 1795): esta hilera de tres casas se demolió cuando su estructura presentó riesgos de seguridad. Se colocaron nuevos cimientos y un muro de sostén, pero la fila no fue reconstruida.
- Wee Row (construido hacia 1795): una hilera de casas transformada en albergue juvenil, administrado por el Scottish Youth Hostels Asociación.
- New Edificios (construidos en 1798): un edificio que incluye el campanario del pueblo de cuatro pisos transformados en apartamentos de alquiler.
- Edificios Nursey (construidos en 1809): un edificio de tres pisos, que antes albergó a  los niños huérfanos que trabajaban en las fábricas, y hoy día transformado en apartamentos de alquiler.
- Mill Number One (construida en 1789): esta fábrica se derrumbó y fue reconstruida para convertirse en el New Lanark Mill Hotel.
- Mill Number Two (construida en 1788): esta fábrica hoy día se utiliza con fines turísticos.
- Mill Number Three (construida en 1824): esta fábrica se utiliza con fines turísticos. Dispone también de una turbina que abastece de electricidad a distintas partes del pueblo.
- Waterhouses: una hilera de edificios de uno o dos pisos, situados cerca del Mill Number One y convertidos en apartamentos para vacaciones.
- Mill Number Four: esta fábrica fue destruida en 1883 por un incendio y  no ha sido reconstruida.
- Iglesia del pueblo (construida en 1898): la  iglesia del pueblo, hoy  día utilizada con fines sociales.
- Institute for the Formación of Character (construido en 1816): literalmente el Instituto para la formación del carácter, un edificio de cuatro pisos hoy día utilizado con fines turísticos y comerciales.
- Engine House  (construido en 1881): un edificio adjunto al Instituto y que alberga una máquina de vapor restaurada.
- School (construido en 1817): un edificio de tres pisos que se han convertido hoy en un museo. Se trata de la primera escuela escocesa para  niños de clase obrera.
- Mechanics Taller (construido en 1817): el taller, un edificio de tres pisos antiguamente utilizado por los artesanos que fabricaban y mantenían las máquinas de las fábricas.
- Dyeworks: los edificios que servían de tintorería, albergando hoy tiendas y un centro para los visitantes.
- Gasworks (construido poco antes de 1851): una fábrica de gas provista de una torre octogonal y convertida en tienda.
- Owens House (construida en 1790): la residencia de Robert Owen,  hoy transformada en museo.
- Dales House (construida en 1790): la residencia de David Dales, hoy ocupada por una casa de edición.
- Mill Lade: la canalización construida con el fin de redirigir el agua del Clyde para la alimentación de las máquinas de las fábricas.
- Graveyard: el cementerio, situado sobre la colina se encuentra en la parte de arriba de New Lanark, entre el pueblo y el aparcamiento para los visitantes. Una gran parte de los primeros habitantes a este lugar están enterrados allí.

## Visitar New Lanark

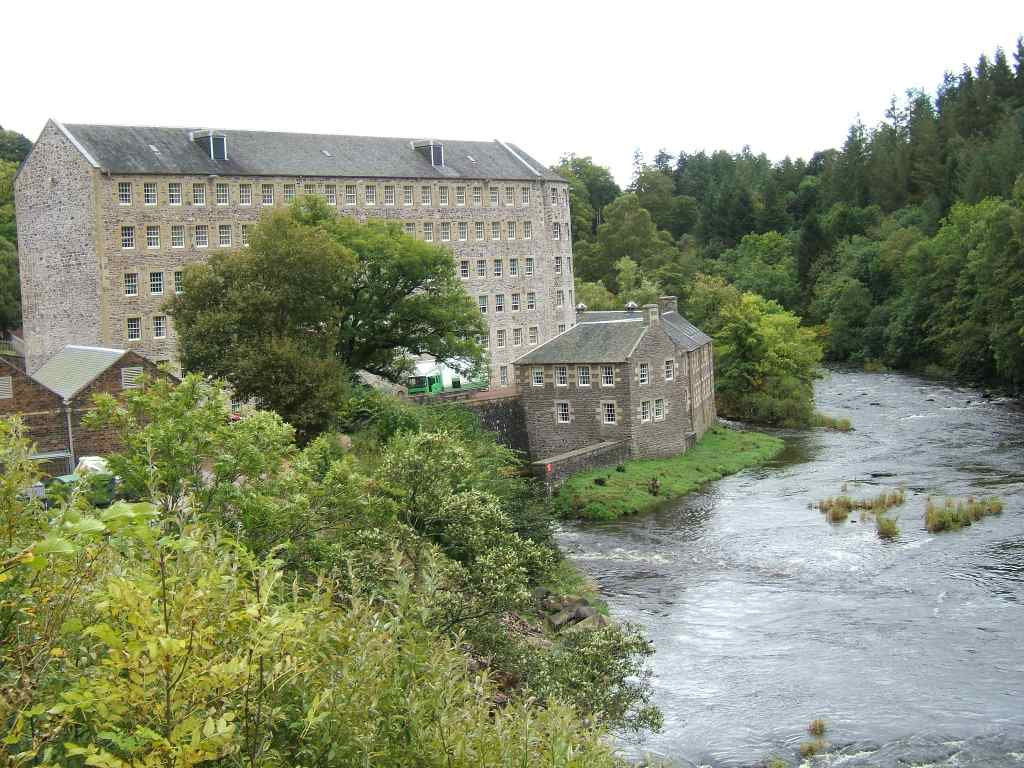
El New Lanark Mill Hotel y las Waterhouses sobre el Clyde.

Se ha construido un gran aparcamiento gratuito en el exterior del pueblo. Sólo se autoriza aparcar en el pueblo a los visitantes minusválidos. Existe un servicio de autobús desde Lanark, a dos kilómetros de distancia. Lanark posee una estación con salidas todas las medias horas para Glasgow. 
El pueblo dispone de un hotel tres estrellas (el New Lanark Mill Hotel, administrado por el New Lanark Conservación Trust), también dispone de un determinado número de apartamentos de vacaciones (el Waterhouses) puestos a disposición por el hotel, y de un albergue juvenil administrado por el Scottish Youth Hostels Asociación. Se pueden también encontrar restaurantes y tiendas en el pueblo, así como un centro para los visitantes. 
La Clyde Walkway es una avenida peatonal que atraviesa el pueblo.

## Galería de imágenes

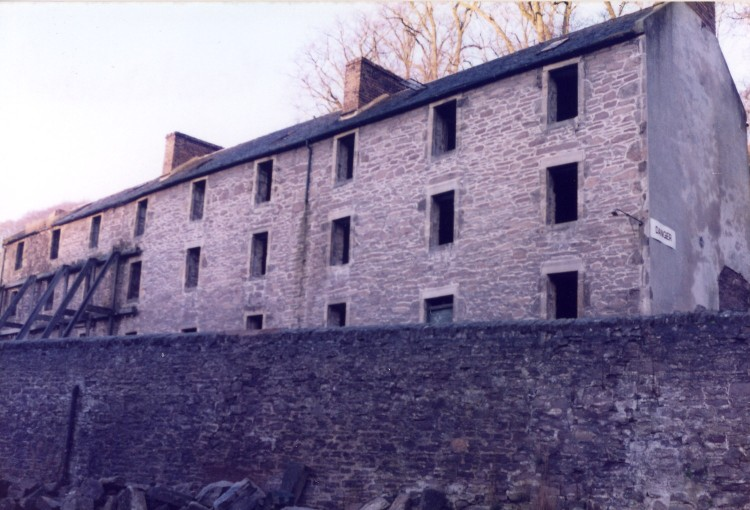
Mantilla Row.
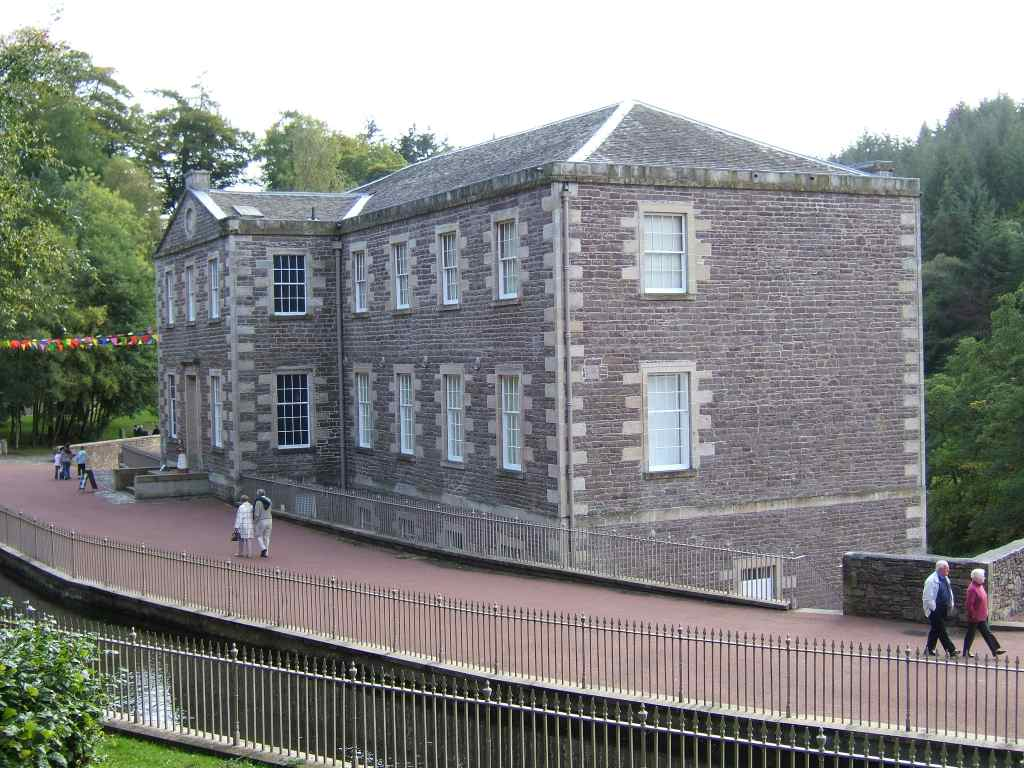
La escuela.
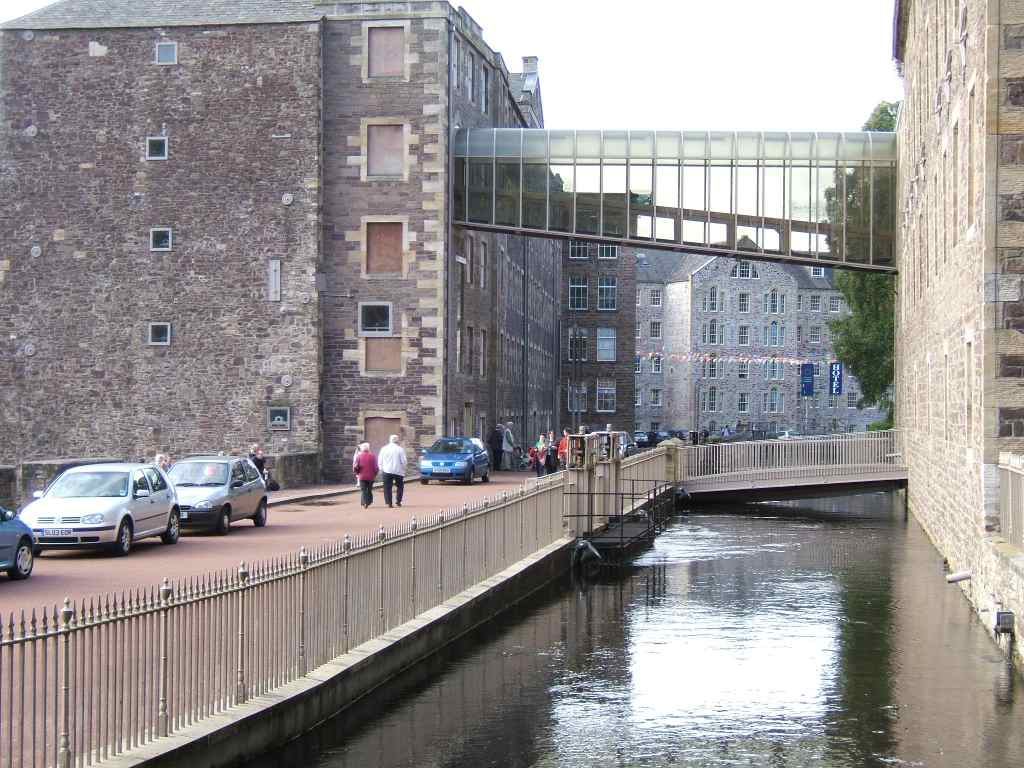
Las fábricas y el lade.
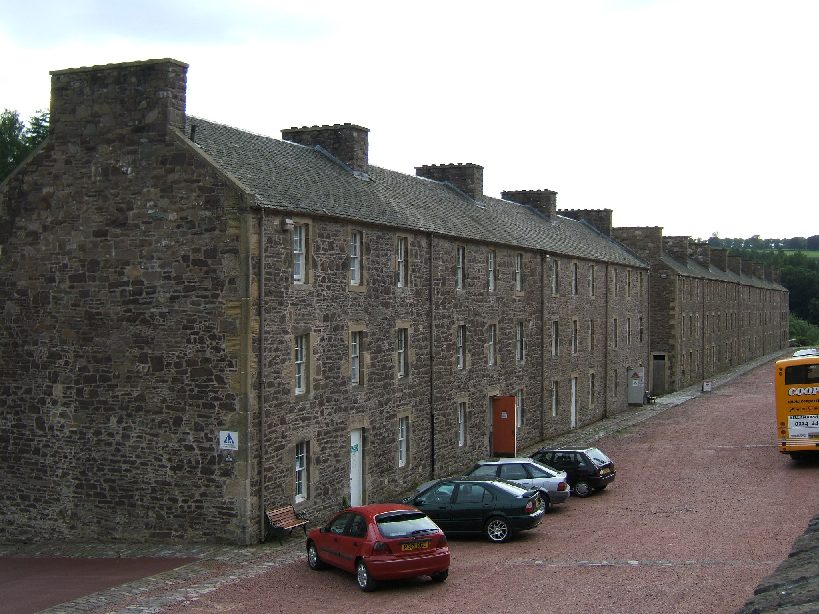
Wee Row y el albergue juvenil.
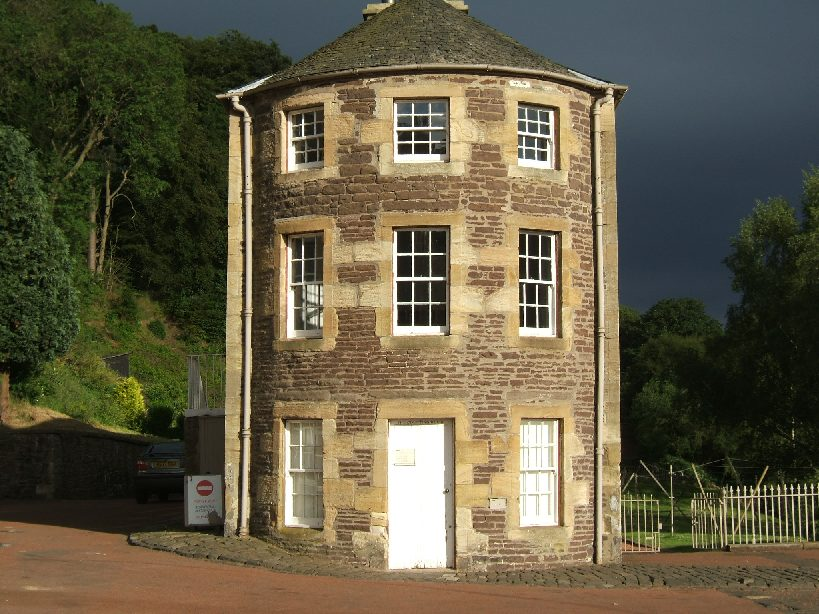
Counting House.
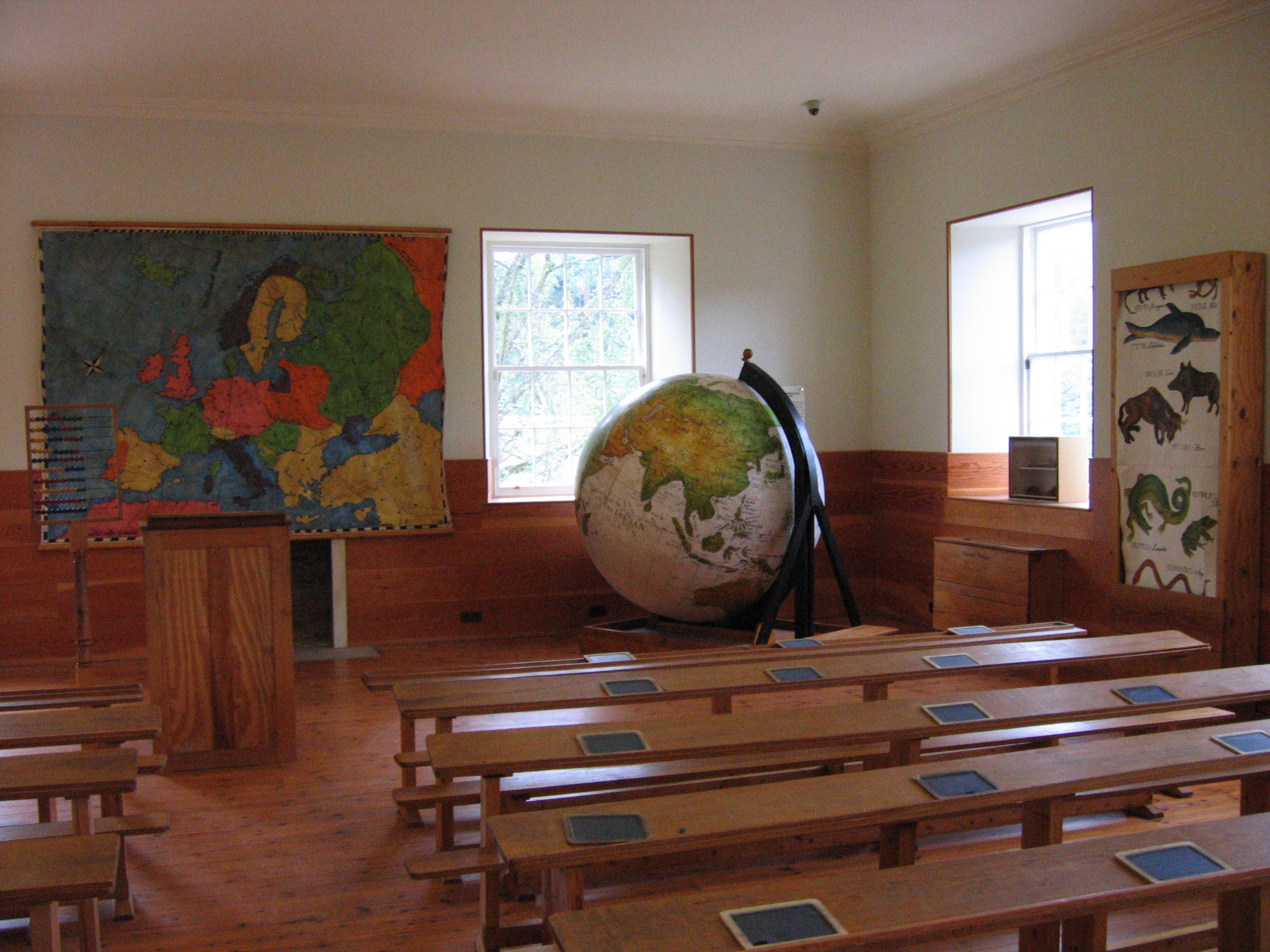
Una clase en el museo de la escuela.
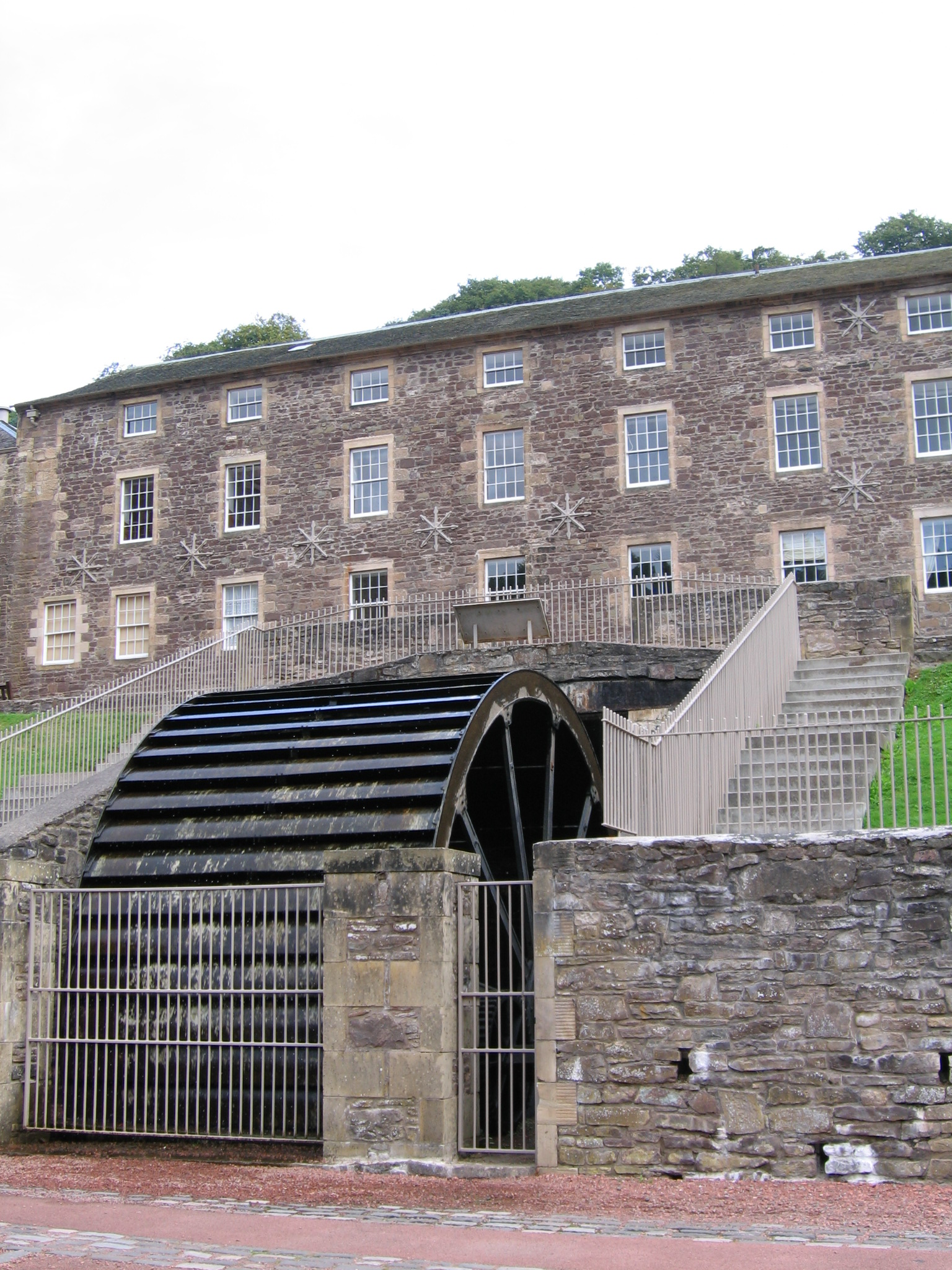
La última rueda de paletas.
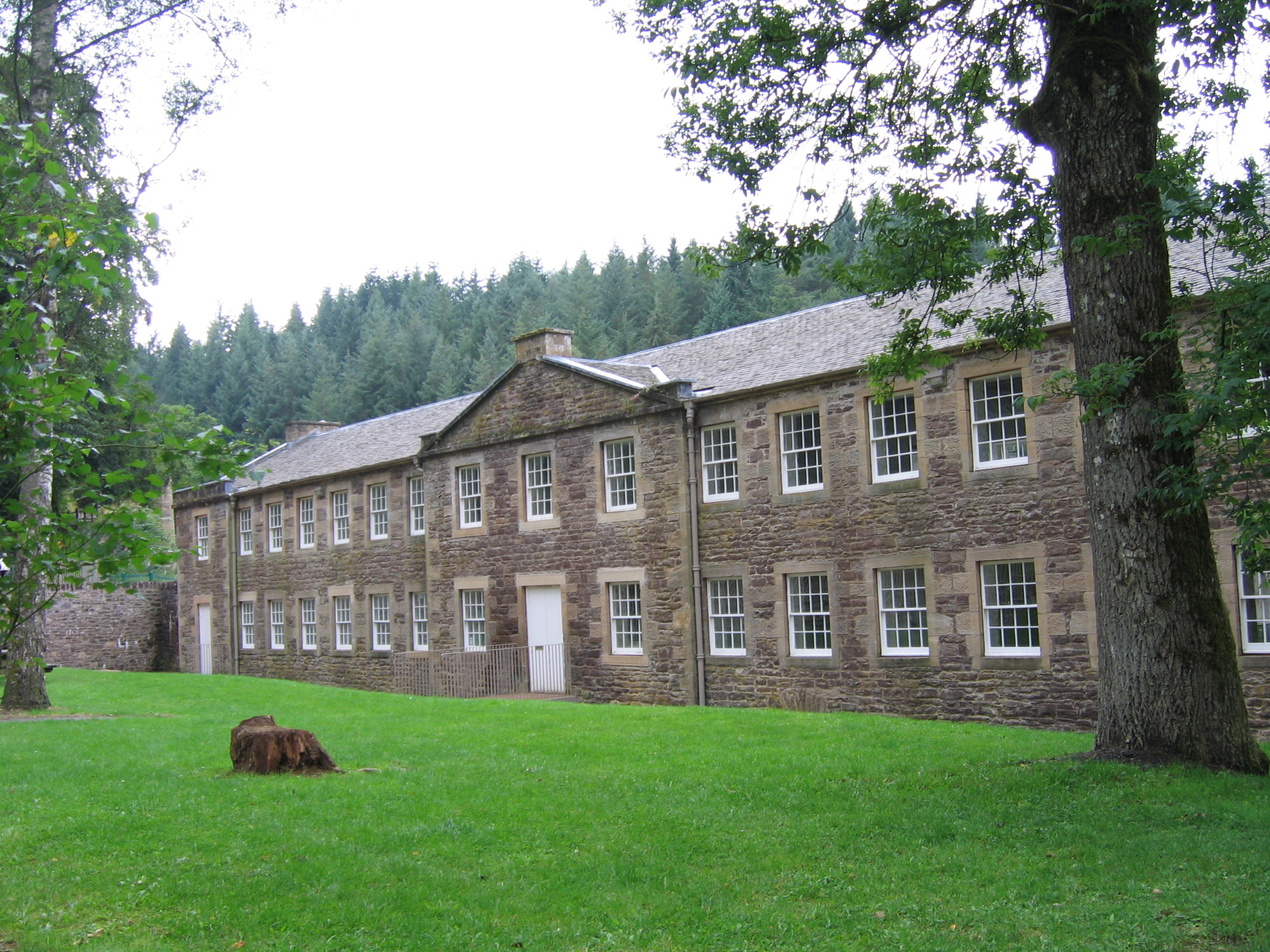